# Luis Antonio de Francia
Luis Antonio de Borbón, duque de Angulema (Versalles, 6 de agosto de 1775-Gorizia, Austria, 3 de junio de 1844), también conocido como Luis Antonio de Artois (en francés: Louis-Antoine d'Artois), y Luis Antonio de Francia (en francés: Louis-Antoine de France) de 1824 a 1830, y Luis de Francia (en francés: Louis de France) a partir de 1836;  fue el último delfín de Francia, hijo primogénito de Carlos X y María Teresa de Saboya. A su nacimiento, su tío, el rey Luis XVI de Francia, le otorgó el título de duque de Angulema.
Además de sus títulos nobiliarios, Luis Antonio fue pretendiente legitimista al trono francés hasta su muerte, y algunos autores consideran que fue «Luis XIX de Francia» durante unos minutos el 2 de agosto de 1830 cuando abdicó su padre, Carlos X.

## Infancia, primer exilio y Restauración

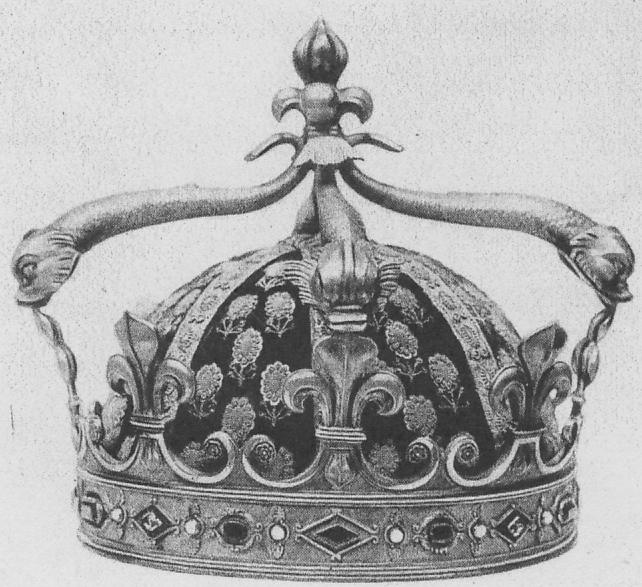
Corona de Luis Antonio como delfín de Francia (data de 1824), foto de 1906.

Nació en 1775, hijo de Carlos Felipe de Borbón, conde de Artois y hermano menor del entonces joven rey Luis XVI y de María Teresa de Saboya. 
Abandonó Francia con sus padres en 1789, debido a los acontecimientos revolucionarios y pasó gran parte de su vida en el exilio. Contrajo nupcias con su prima hermana María Teresa de Francia con quien no tuvo sucesión, aunque años más tarde la pareja crio como hijo a su sobrino Enrique de Artois, duque de Burdeos y conde de Chambord. Regresaron a Francia cuando cayó el Primer Imperio Francés (Napoleón I) y su tío Luis XVIII ascendió al trono.
Era primo de Fernando VII, y en 1823 encabezó el ejército de los Cien Mil Hijos de San Luis, enviado a España para ayudar a Fernando VII a restablecer la monarquía absoluta. La expedición no encontró ninguna oposición militar importante, salvo a la hora de sitiar Cádiz donde salió victorioso de la batalla de Trocadero, que propició la finalización del Trienio Liberal español y la vuelta del absolutismo del rey Fernando VII. Así en el manifiesto de El Puerto de Santa María, fechado a 1 de octubre de 1823, que dirigió a Víctor Sáez, el rey decía:

Mi augusto y amado primo el duque de Angulema al frente de un ejército valiente, vencedor en todos mis dominios, me ha sacado de la esclavitud en que gemía, restituyéndome á mis amados vasallos, fieles y constantes.

Fernando VII le ofreció el título de príncipe de Trocadero y le ofreció el palacio de Buenavista, ofertas ambas que rechazó el duque de Angulema, diciendo en el caso del título que juzgaba que:

Un Fils de France est au dessus de cela.
Un hijo de Francia estaba por encima de eso

A continuación en una carta llevada a su primo por medio de Louis Justin Marie de Talaru, embajador de Luis XVIII de Francia en Madrid, recriminaba en términos muy duros al monarca los excesos de su reinado y le conminaba a redimirlos, una vez recuperado el poder absoluto. Entre otros tuvo como menino al conde de Osmond, hermano de la célebre memorialista Mme. de Boigne. 
El 16 de septiembre de 1824, al ascender su padre al trono como Carlos X, se convirtió en delfín de Francia, y por tanto heredero de la corona. El 30 de julio de 1830, en el ámbito de la Revolución de julio, Carlos X fue depuesto. El 2 de agosto de 1830, Carlos abdicó en Rambouillet sus derechos en favor de su nieto el duque de Burdeos, Enrique de Artois; minutos más tarde, Luis Antonio también renunció sus derechos en favor de dicho duque. Esto provocó la división en los monárquicos legitimistas entre los que consideraban dicha abdicación como nula (carlistas) y por tanto Carlos X continuaría siendo el rey legítimo; y los que la consideraban válida (enriquistas), y por tanto, su nieto Enrique sería el rey legítimo.

## Segundo exilio y muerte
La familia real hubo de marchar al exilio mientras el duque de Orleans y lugarteniente general del Reino fue elegido por las Cámaras y proclamado rey de los franceses como Luis Felipe I. 
Al morir su padre Carlos X en Praga en 1836, una parte de los legitimistas le consideraron como nuevo rey con el nombre de Luis XIX, por considerar inválidas las abdicaciones de 1830. A pesar de adoptar la jefatura de la Casa real y la titularidad de rey, se mantuvo apartado de la política y empleó el título de conde de Marnes. 
Murió en el exilio en 1844. Está enterrado en la cripta de la iglesia del monasterio franciscano de Kostanjevica (Nova Gorica, Eslovenia).

## Títulos, órdenes y empleos

### Títulos
| ● 6 de agosto de 1775-16 de septiembre de 1814:    | Su alteza real Luis Antonio de Artois, hijo de Francia, duque de Angulema |
| ● 16 de septiembre de 1814-6 de noviembre de 1836: | Su alteza real el delfín de Francia                                       |
| ● 2 de agosto de 1830-6 de noviembre de 1836:      | Su majestad el rey de Francia y de Navarra                                |
| ● 6 de noviembre de 1836-3 de junio de 1844:       | Su majestad cristianísima el rey de Francia y de Navarra                  |

* Prefirió usar el título de incógnito conde de Marnes.

### Órdenes

#### Reino de Francia
- 27 de mayo de 1787: Caballero de la Orden del Espíritu Santo.[12] (Capilla del Palacio de Versalles)
- 27 de mayo de 1787: Caballero de la Orden de San Miguel.[12] (Capilla del Palacio de Versalles)
- Caballero gran cruz de la Orden de San Luis.[12]
- Caballero gran cruz de la Legión de Honor.[12]
- Condecorado con la Decoración del Lis.
- Condecorado con la Decoración del Brazalete de Burdeos.[13]

#### Extranjeras
- 1777-1789: Gran prior de Francia en la Orden de San Juan de Jerusalén vulgo de Malta.[14][15][16][17] ( Orden de Malta)
- 1814: Caballero de la Orden del Toisón de Oro (Diploma Nº870)[12][4] (( Reino de España)
- 16 de mayo de 1815: Caballero gran cruz de la Orden de Carlos III.[4][12] ( Reino de España)
- Condecorado con la Banda de las Tres Órdenes.[18] (Reino de Portugal)
- Caballero de la Orden del Águila Negra. (

 Reino de Prusia) 
- 1823: Caballero gran cruz de la Orden Militar de María Teresa.[12][19][4] ( Imperio austríaco)
- Caballero de la Orden de San Jenaro.[12] ( Reino de las Dos Sicilias)
- Caballero gran cruz de la Real Orden de San Fernando del Mérito.[12][20] ( Reino de las Dos Sicilias)
- Caballero de la Orden de San Andrés .[12] ( Imperio ruso)
- Caballero de primera clase de la Orden de San Jorge.[12] ( Imperio ruso)
- Caballero de la Orden de la Corona de Ruda. ( Reino de Sajonia)

| Predecesor: Luis Carlos de Francia                      | Delfín de Francia 1824 - 1830                                            | Sucesor: Fernando Felipe de Orleans (como Príncipe Real de Francia) |
| Predecesor: Carlos X                                    | Rey de Francia y de Navarra Copríncipe de Andorra 1830-1830              | Sucesor: Luis Felipe I                                              |
| Predecesor: María I Teresa                              | Rey titular consorte de Navarra con Maria I Teresa 1799-1844             | Sucesor: María I Teresa                                             |
| Predecesor: Luis Francisco de Borbón, príncipe de Conti | Gran prior de Francia de la Orden de San Juan vulgo de Malta 1777 - 1789 | Sucesor: Carlos Fernando de Artois, duque de Berry                  |